# Cmentarz żydowski w Terespolu
Cmentarz żydowski w Terespolu – kirkut znajduje się w Terespolu przy ulicy Czerwonego Krzyża, naprzeciwko cmentarza katolickiego. Obecnie teren jest ogrodzony, ale nie ma na nim macew.